# Halo: Primordium
Halo: Primordium é um romance de ficção científica militar de Greg Bear, baseado na série de jogos eletrônicos Halo. O livro foi lançado em janeiro de 2012 e é o décimo livro Halo (o nono romance) e o livro do meio na trilogia de romances focados nos Forerunners, chamada The Forerunner Saga (A Saga dos Forerunners na localização brasileira). Primordium foi lançado em capa dura, e-book e audiolivro após Halo: Glasslands de 2011, o primeiro livro da trilogia Kilo-Five. Primordium alcançou a décima sétima posição na lista dos mais vendidos do New York Times em ficção de capa dura.

## Antecedentes
Em 19 de julho de 2011, a Tor Books revelou a capa, o título e a data de lançamento do segundo livro da Saga Forerunner. Em 12 de outubro de 2011, o livro foi concluído e enviado à editora. Em 28 de dezembro de 2011, o primeiro capítulo do livro foi disponibilizado no site da editora e os capítulos 2, 3 e parte do 4 foram disponibilizados no site do Halo Waypoint. O site Kotaku recebeu um clipe de áudio de cinco minutos do livro que estava sendo lido por Tim Dadabo, que dublou o personagem 343 Guilty Spark em jogos anteriores de Halo. Em um painel da Comic-Con no Halo Universe, Frank O'Connor afirmou que o livro teria "conexões ressonantes" com Halo 4. Bear afirmou que as interações dos humanos e dos Forerunners eram algumas de suas partes favoritas da trilogia Forerunner. Em 12 de abril de 2013, a Tor Books fez uma promoção distribuindo toda a trilogia de livros para um participante.

## Sinopse

### Ambientação
Os livros acontecem há cem mil anos atrás, durante a queda do Império Forerunner e a invasão do Flood.

### Personagens
Dois humanos e Chakas são cativos em um planeta invertido e presos em um jogo perigoso entre os Forerunners e os Precursores.

### Resumo do enredo
A história começa após os eventos de Halo 3 com o interrogatório de um monitor danificado pela equipe de pesquisa da ONI. O monitor já foi, em forma humana, conhecido como Chakas. Chakas começa a contar a história por meio de flashbacks.
Chakas começa a história a partir do que aconteceu depois que ele, Born, Didact e Riser testemunharam o teste de Halo em Charum Hakkor. Posteriormente, ele e Riser foram feitos prisioneiros pelo Master Builder e jogados na Instalação 07 Halo. Como todo ser humano, Chakas também carrega um espírito dado pela Librarian (esposa do Didact). O espírito dentro de Chakas é de Forthencho, que já foi o humano encarregado das defesas de Charum Hakkor e lutou contra o Didact por anos na guerra Humano-Forerunner.
Em Halo, Chakas torna-se amigo de Vinnevra e seu avô Gamelpar e os três continuam a seguir as geas de Vinnevra; procurando um lugar seguro. Sem o conhecimento deles, o sinalizador da instalação foi reiniciado e eles agora se dirigem para o covil do Primordial, O Palácio da Dor. Eles logo alcançam seu destino e testemunham o Primordial guiando todos os humanos que seguiram suas geas para o Palácio da Dor. Depois de testemunhar O Primordial, eles decidem seguir na direção oposta e após uma longa jornada chegam às margens de um oceano. Lá eles encontram uma cidade em ruínas com cadáveres Forerunner e um Gravemind trancado em uma cela implorando por morte e liberdade.
Depois de cruzar o oceano, o trio é encontrado por um Trabalhador de vida que os acompanha com vários outros humanos e um macaco gigante chamado Mara. Enquanto dormia à noite no centro de refugiados, Chakas é saudado por Riser, que o avisa para não confiar no Trabalhador de vida. Mais tarde, é revelado que todos, exceto os três, são ilusões lançadas pelos monitores que estão lá para extrair seus espíritos e armazená-los como monitores. Depois de sair da ilusão, eles se juntam a Riser enquanto Gamelpar morre devido à idade avançada. Forthencho conversa com o espírito de Yprin Yprikushma dentro de Riser, que foi responsável por escavar as ruínas Precursoras e mover o Primordial para Charum Hakkor, que Forthencho desaprovou.
O grupo é finalmente levado ao Palácio da Dor por um transporte, onde são recebidos por Mendicant Bias. Os espíritos dentro de todos os humanos são extraídos e Mendicant Bias lhes promete vingança contra os Forerunners. Aqueles que se opõem são mortos. Forthencho mente para Bias que Chakas concordou em ajudá-los e eles são transportados para o Cartógrafo Silencioso. Como Halo está em rota de colisão com um planeta que se aproxima, eles tentam salvá-lo fazendo a interface de Chakas através de um Forerunner infectado no sistema de Halo. Uma frota liderada pelo Didact então aparece do outro lado do planeta e o Didact expurga o Mendicant Bias da Instalação 07. Chakas então se funde com o Didact para mover o Halo através de um portal. Para isso, no entanto, o Halo deve soltar vários pedaços de si mesmo, reduzindo assim seu diâmetro ao tamanho atual.
O Halo sobrevive e Chakas e o Didact visitam o Primordial, que foi aprisionado em uma cápsula do tempo reversa (que acelera o tempo vivido dentro do recinto). Ele revela que os Precursores decidiram que os Forerunners não deveriam herdar o Mantle (eles falharam no teste), mas os humanos foram selecionados para serem testados agora; assim que os Forerunners forem eliminados, os humanos serão testados pelo Flood para verificar se eles merecem herdar o Mantle. Didact então desintegra o Primordial girando o botão do tempo para o máximo e Chakas é convertido em um monitor e fica feliz em saber que seus amigos sobreviveram. A história termina com o monitor agora desligado sendo ejetado para o espaço, mas não antes de uma impressão parcial da memória de Chakas/monitor ser transferida para o computador da nave. Pouco depois, ele assume o controle da nave. É então revelado que foi Chakas que foi convertido em 343 Guilty Spark. Ele agora está procurando os espíritos de Riser e Vinnevra, para quem ele procura a Librarian. Ele coloca a tripulação da nave para dormir e decola.

## Lançamento e recepção

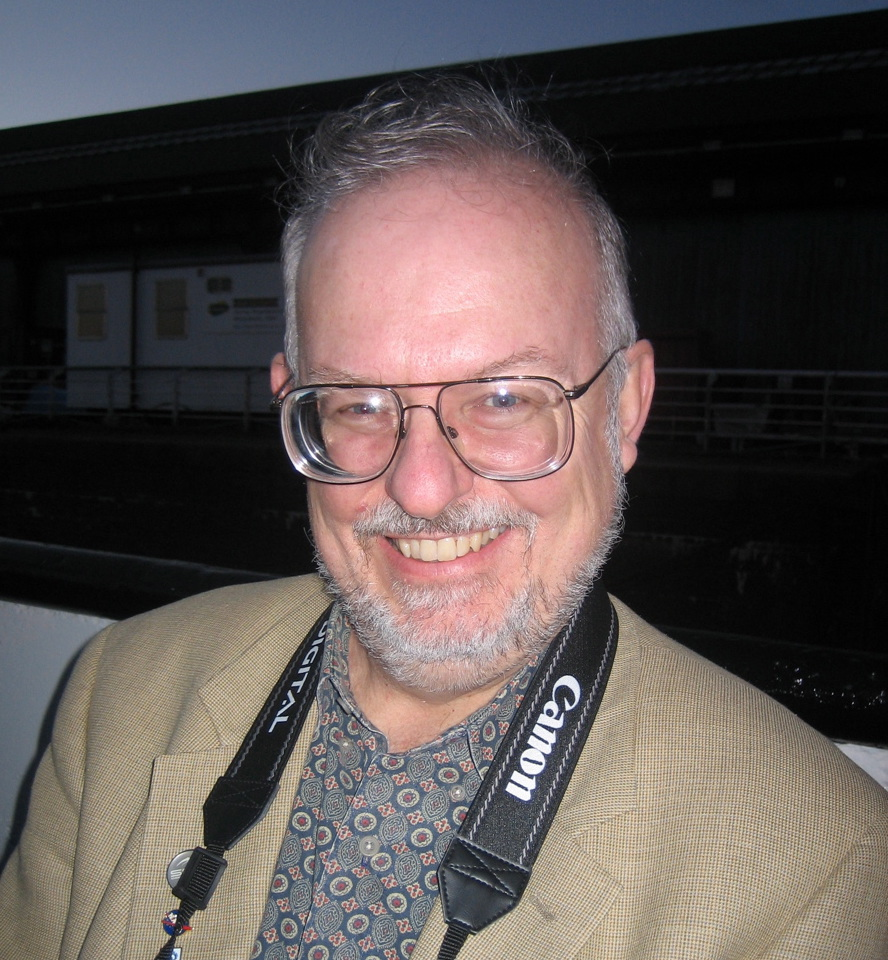
Greg Bear é o autor de Silentium e os dois outros romances da Saga dos Forerunners.

Na San Diego Comic-Con em 14 de julho de 2012, Bear assinou cópias do livro. Halo: Primordium estava na lista dos bestsellers do New York Times: Ficção de capa dura na semana de 7 de janeiro de 2012 na décima sétima posição. O Los Angeles Times teve o livro em sua lista de bestsellers por duas semanas, em décimo sexto e depois em décimo quarto nas semanas de 22 e 29 de janeiro. A Publishers Weekly listou o livro na décima oitava posição em seu Bestsellers de ficção de capa dura da semana de 16 de janeiro de 2012.
O Story Hobby revisou o livro e deu-lhe uma avaliação de 80%, chamando o livro de uma "grande melhoria" em relação ao título anterior, citando a conclusão emocionante e a história mais centrada no homem, mas chamou o enredo de "fraco". O Book Loons chamou-o de "lento", e disse que era apenas para aqueles familiarizados com o material de origem, mas que o audiolivro era muito bom, e que tinha um final excelente e surpresa.